# Hevesi András (zeneszerző)
Hevesi András (Zalaegerszeg, 1942. december 22. – Budaörs, 2009. április 19.) magyar karmester, zeneszerző.

## Életpályája
Szülei Hevesi Ferenc, Németh Olga. A családról Zalaegerszegen utcát neveztek el, ez a Hevesi utca a Géva hegyen. Anyai nagyapja Németh József, a Zalaegerszegi Ének és Zene Egyesület karnagya, díszsírhelyen nyugszik a Göcseji úti temetőben. 
A II. világháborút követően a családot különböző megpróbáltatások érték: a szülőket állásvesztés, a gyermekeket középiskolából eltanácsolás, továbbtanulástól eltiltás. Iskolai tanulmányai alatt végig dolgozott: kezdetben különféle alkalmi munkákat végzett, később főként üzleti zenészként dolgozott. 1956-ban került Pécsre, ahol az Erkel Ferenc Zenegimnáziumba, majd az Állami Zeneművészeti Szakiskola főiskolára járt. Több szakot hallgatott (hegedű, brácsa, kürt, bőgő, karvezetés). Szolfézs, gordon és zeneszerzés diplomát szerzett. Az 1960-as évek végétől karmesterként képezte tovább magát, kurzusokat végzett Budapesten, Weimarban, Sienában. 1965-ben feleségül vette Ugróczky Máriát, két gyermekük született: Hevesi Kristóf és Hevesi Flóra.

## Munkássága
1966-ban szerződött a Pécsi Nemzeti Színházhoz, ahol kezdetben ügyelő, majd korrepetitor volt. 1969-től kapott lehetőséget karmesterként dolgozni. Több alkalommal turnézott a Pécsi Balettel külföldön. Zeneszerzőként kórusműveket, rövidebb hangszeres műveket (vonósnégyes, fúvósötös, oboa-quartett), bábpantomimet, színházi kísérőzenéket írt. Megzenésítette pécsi költők verseit, például: Bertók László: Csillagpehely, Felhő játszik, Mi marad meg; Galambosi László: Most, Makay Ida: Ballada az öregasszonyról. Ezeket játszották különféle kórushangversenyeken (pl. Nevelők Háza Kamarakórusa), fiatal művészek szerzői estjén, vagy Hevesi András szerzői estjén. A városi zenei élet ismert, aktív résztvevője volt több területen is (kórustag, jazzmuzsikus, zenei eseményeken zsűrielnök). Pécsi zenei kapcsolatai a színházból való elszerződését követő évtizedekben sem szakadtak meg, visszajárt a Szabadtéri Színpad és a Kisszínház előadásait (pl. Székelyfonó) dirigálni. A Kós Lajos három bábpantomimjéhez (Pécs, Bóbita Bábszínház) írt zenéjével megnyerte háromszor az országos bábfesztivál zenei díját. Részt vett a bécsi jazz fesztiválon. Írt zenét a Pécsi Irodalmi Színpadnak és különböző felkérésekre.
1972-ben átszerződött a Kecskeméti Katona József Színházhoz, ahol három évadon keresztül volt a színház zenei vezetője. 1975-től a Kaposvári Csiky Gergely Színház zenei vezetője, karmestere volt egészen 2009-ig, korai haláláig. Életében végigdirigálta a magyar klasszikus operett repertoárt, musicaleket, színművek kísérő zenéjét vezényelte (Lehár, Kálmán, Bernstein, Mitch Leigh, Kander, Bock, Lerner). Számos színpadi műhöz írt kísérőzenét, illetve zenei vezetőként vett részt a darabok színre vitelében. Ezekben az években a Csiky Gergely Színház „a hazai színháztörténet egyik legfontosabb műhelye” volt. 2009-ben a kaposvári színház volt az utolsó – opera tagozattal nem rendelkező – színház, ahol főállású zenekar működött, amelyet a Hevesi halálát követő évadban megszüntettek. A Kaposváron eltöltött mintegy negyed évszázad alatt a legtöbbször Babarczy László rendezésében színre kerülő darabok karmestere, zenei vezetője volt. Vezényelt a Hilton udvarban kisoperákat. Koncert karmesterként Bach, Händel, Beethoven, Mozart, Schubert, Liszt, Gershwin műveket dirigált. Bocz Gyula szobrász felsőegerszegi Áldott Madonna szobrának 1997. november 30-i ünnepélyes felavatására zenét írt, amit Barth István játszott el fuvolán.

## Válogatás a színházi zenéiből
- Tennessee Williams: A tetovált rózsa
- Milne: Micimackó
- Bulgakov: Bíborsziget, megjelent: Mihail Bulgakov: A bíborsziget, ford. Elbert János, zenéjét szerezte és összeáll. Hevesi András, rend. Babarczy László, Szolnok: Szigligeti Színház – Verseghy F. Megyei Kvtár, 1981, 150 p. /A Szolnoki Szigligeti Színház műhelye, 1980-81/6./
- Voskovecz-Werich: Nehéz Barbara
- Erich Kästner: Emil
- Bulgakov: Mester és Margarita
- Ivo Bresan: Paraszthamlet
- Samuel Marsak: Bűvös erdő
- Bertold Brecht: Állítsátok meg Arturo Uit
- Kerekes János: Állami áruház
- René da Obaldis: Vadnyugati szél

A pécsi és a kaposvári színház őrzi az előadások TV-felvételeit.